# Jhalakati Sadar
Jhalakati Sadar è un sottodistretto (upazila) del Bangladesh situato nel distretto di Jhalakati, divisione di Barisal. Si estende su una superficie di 204,48 km² e conta una popolazione di 195.619 abitanti (dato censimento 1991).